# Chile nos Jogos Olímpicos de Verão de 1988
O Chile participou dos Jogos Olímpicos de Verão de 1988 em Seul, na Coreia do Sul. Conquistou nenhuma medalha de ouro, uma de prata e nenhuma de bronze, somando uma no total. Foi a décima sexta participação do país em Jogos Olímpicos de Verão.